# Ґустав Дітцель
Ґустав Діцель (нім. Gustav Dietzel; 27 лютого 1827, Альтенбург — 27 квітня 1864, Кіль) — німецький вчений-юрист і професор університету.

## Життя та робота
Після навчання у Фрідріхсгімназії в Альтенбурзі, Ґустав Дітцель вивчав право в університетах Лейпцига та Єни з 1846 року та отримав докторський ступінь у 1850 році. У 1853 році він отримав кваліфікацію професора Лейпцизького університету та викладав там спочатку як приват-лектор, а з 1855 року як екстраординарний професор. У 1862 році його було призначено професором римського права в Університеті Крістіана Альбрехта в Кілі. Він пропрацював лише короткий час і помер у Кілі в 1864 році.
Ґустав Дітцель — батько німецького соціального економіста Генріха Дітцеля (1857—1935).

## Праці
- De actione funeraria commentatio. Лейпциг 1853.
- Quaestio de mandate post mortem collato. Габілітаційна дисертація, Лейпцизький університет, 1853.
- The Senatus consultum Macedonianum. Цивілізаційна монографія. Hirzel, Leipzig 1856 (повний текст).